# Излетиште Поповица
Излетиште Поповица се налази у истоименом насељу у Сремској Каменици, надомак Новог Сада.
На крају насеља постоји мало место за камповање, код Дома пензионера. Одавде се може кренути даље ка осталим локацијама на Поповици – језеро, извор, видиковац са лепим погледом на Дунав и Нови Сад.
Поповица је позната и као место старта Фрушкогорског маратона који се организује у пролеће сваке године. 